# Нифас
Нифа́с (араб. نِفَاس‎ — роды, послеродовое очищение) — послеродовое состояние женщины, которое заканчивается после прекращения выделений крови. Такую женщину называют нуфаса. 
В ханафитском мазхабе считается, что период нифас составляет около 40 дней. Кровь, которая выделяется после этого срока, нифас не является. Начинается период нифас сразу после родов. Если женщина родила двойню, то в ханафитском мазхабе началом нифас считается рождение первого ребёнка, в шафиитском мазхабе — второго.
В маликитском мазхабе максимальный срок нифас определён в 70 дней, в шафиитском мазхабе — 60 дней. Если выделения прекратились до этих сроков, нифас считается завершенным. Если на протяжении 40 дней выделения крови прекратились, а затем возобновились, то повторные выделения в ханафитском мазхабе считаются нифас; в маликитском и шафиитском мазхабах выделения после перерыва в полмесяца и более считаются не нифас, а менструацией (хайд).
В период нифас женщинам запрещается совершать обход Каабы, находиться в мечети, читать Коран и прикасаться к его страницам, совершать молитвы и держать пост. Пропущенные во время нифас молитвы восполнять не нужно, пропущенные дни обязательного поста необходимо восполнить. Мужьям запрещается вступать в половую близость с женами, находящимися в нифас. После окончания периода нифас женщина должна очиститься полным купанием.